# Nová Elektra
Nová Elektra je vznikající rezidenční čtvrť v Praze 9-Hloubětíně na místě starší průmyslově administrativní plochy o rozloze přes 43 tisíc metrů čtverečních. Její území je na západě vymezeno ulicí U Elektry, na jihu Poděbradskou, na východě ji tvoří osa bezejmenné ulice u tramvajové zastávky Nademlejnská a severní hranicí je linie sedmi bytových domů projektu Zahrady nad Rokytkou II. z let 2014–2016 na valu bývalé železniční vlečky. Za developerským projektem stojí firma FINEP a bude realizován v několika etapách. Výstavba začala v roce 2020. Plnohodnotná městská čtvrť, jejíž podobu navrhl ateliér m4 architekti s. r. o., by měla zahrnovat bydlení, pracovní příležitosti, služby, veřejnou vybavenost včetně bulváru se zelení v centrálním prostoru lokality. Zelený pás by měl být také v severní části území pod valem vlečky a navazoval by tak na ulici Sousedíkova. Některé původní objekty budou zachovány (např. administrativní objekt SONY, U Elektry 203/8 nebo objekt Poděbradská čp. 261/61). Investiční náklady v rámci celé výstavby lokality mají překročit tři miliardy korun.
Název odkazuje na průmyslovou historii západní části Hloubětína. V roce 1921 byla založena továrna na žárovky Elektra, v roce 1932 ji koupila nizozemská firma Philips a konečně po druhé světové válce byla znárodněna a fungovala pod názvem Tesla. Komplex továrny byl vybudován ve 20. letech 20. století na jižní straně Poděbradské (čp. 186/56).
Západním směrem při ulici Poděbradská a Pod Harfou FINEP realizoval také rezidenční projekty Nová Harfa a Harfa Park, kde vzniklo přes dva tisíce bytů.

## 1. etapa – Nová Elektra I (BD Elektra A B)

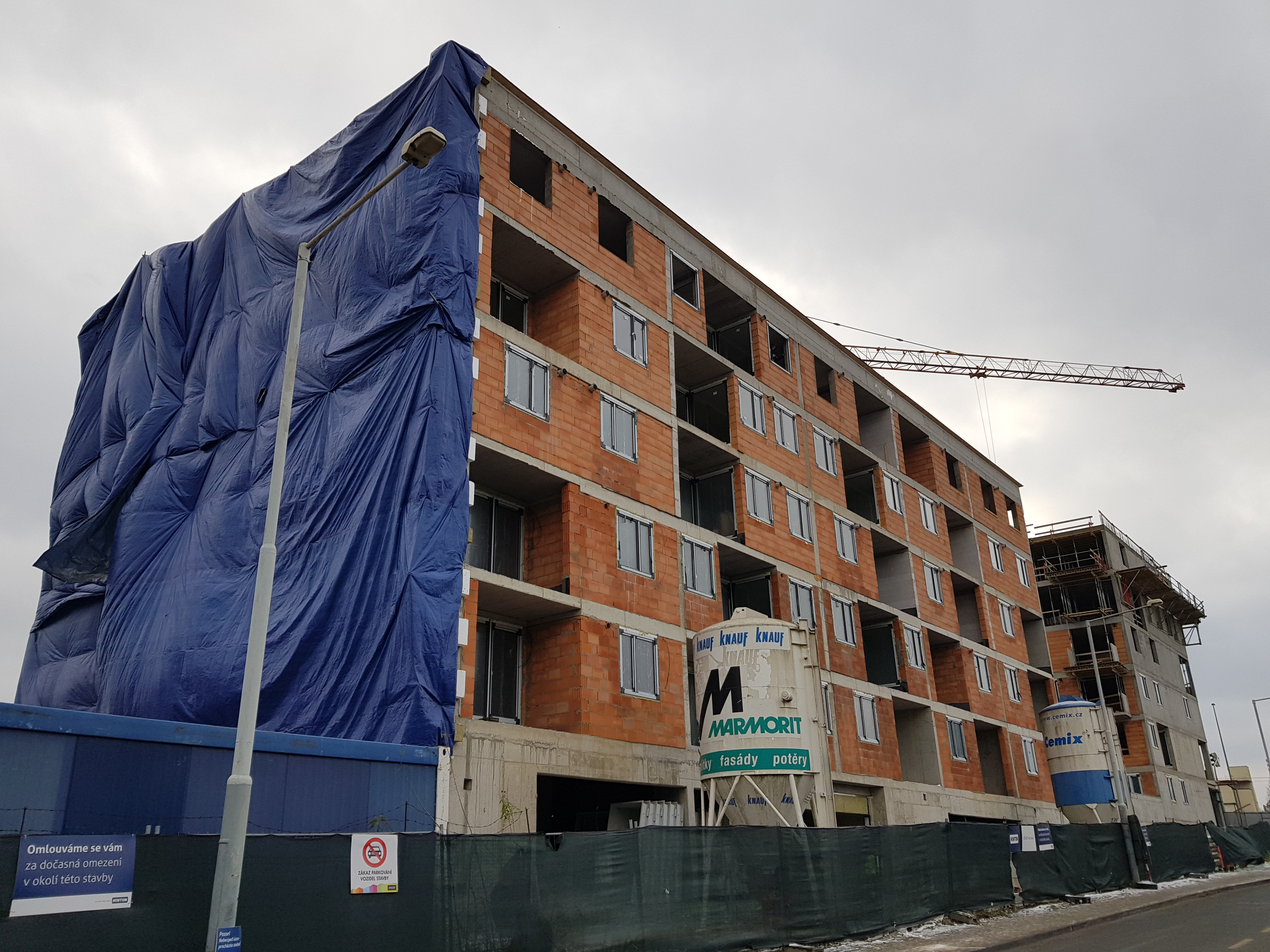
Pohled na budovu B a A z ulice U Elektry

První etapu tvoří dva domy, ve kterých je celkem 92 bytů o dispozicích od 1+kk (25,3 metrů čtverečních) až po rodinné prostorné byty 4+kk o velikosti 115,6 m². K bytům v přízemí patří soukromé zahrady. Autorem návrhu a hlavním architektem projektu je architektonická kancelář DAM architekti. Zhotovitelem je firma HINTON, a. s. Severní budova (sekce B) má pět nadzemních podlaží a dvě podzemní, jižní budova (sekce A) má v nárožní části sedm nadzemních podlaží, ale jen jedno podzemní. Garážová stání a skladovací prostory jsou umístěny v podzemních podlažích. V druhém podzemním podlaží jsou garáže, kočárkárna pro sekci B a sklepy. V prvním podzemním podlaží jsou úklidové místnosti, místnost pro správce, vodoměrná místnost, výměníková stanice, sklepy, kolárna, místnost UPS a vstupní hala do sekce B. V prvním nadpodlažím podlaží je vstup do sekce A, kolárna a kočárkárna sekce A, směrem do ulice Poděbradská jsou také vstupy do pěti obchodních jednotek. Domy mají energetickou náročnost třídy B (úsporná).
Výstavba začala v dubnu 2020, dokončena by měla být v prosinci 2021. Byty by měly být k nastěhování na jaře 2022.